# Gladiolus angustus
Gladiolus angustus är en irisväxtart som beskrevs av Carl von Linné. Gladiolus angustus ingår i släktet sabelliljor, och familjen irisväxter. Inga underarter finns listade i Catalogue of Life.

## Bildgalleri

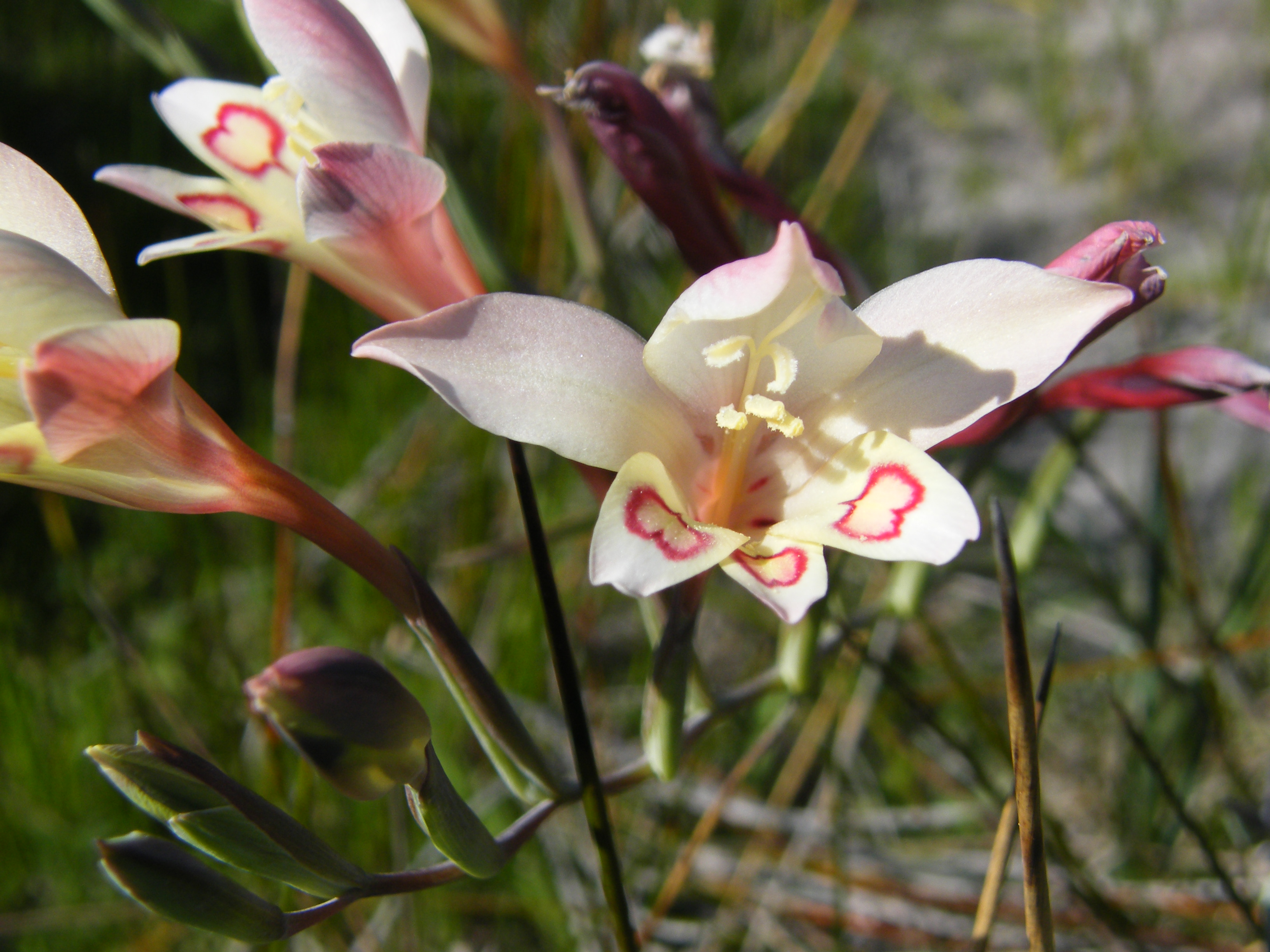
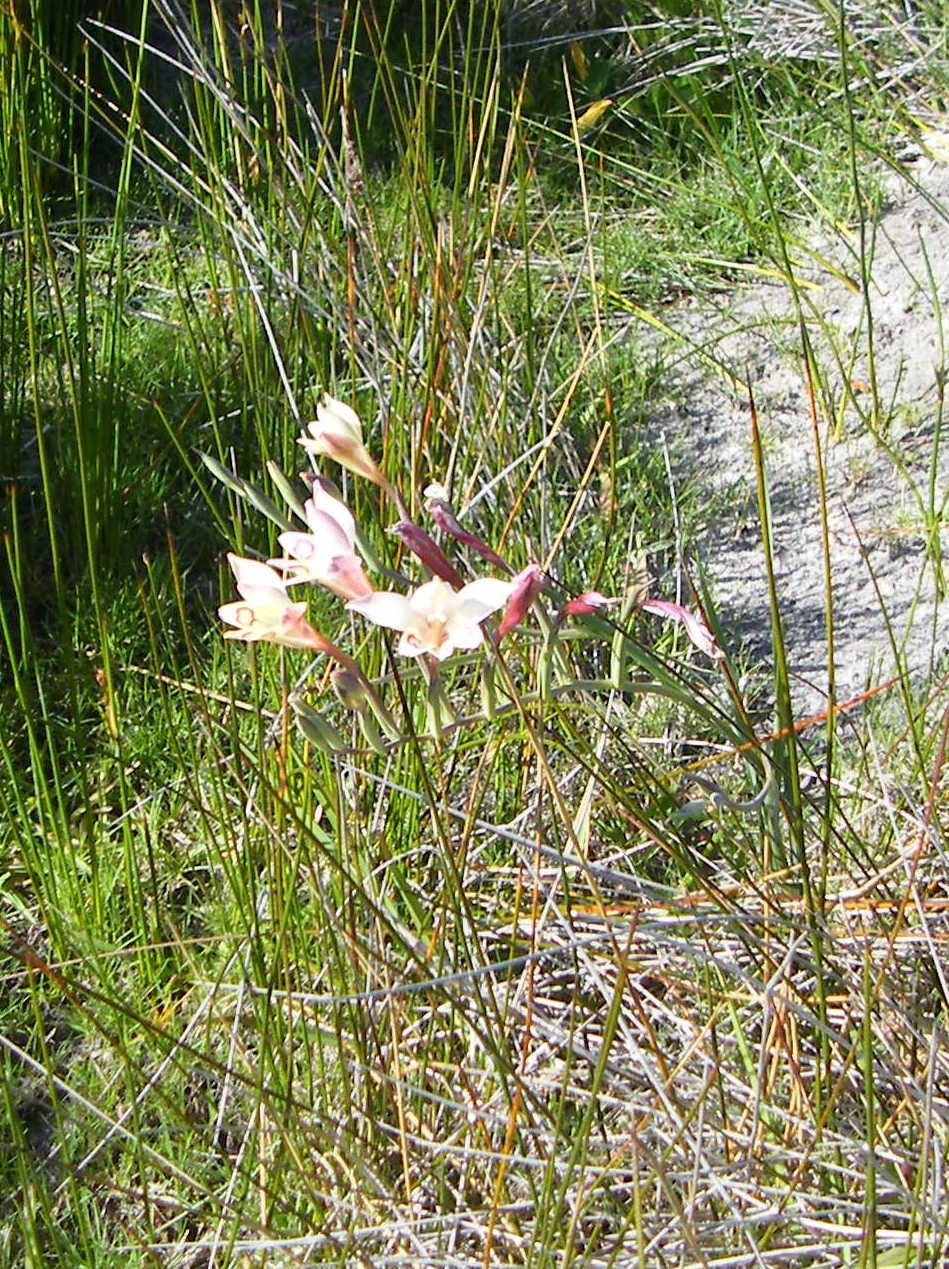
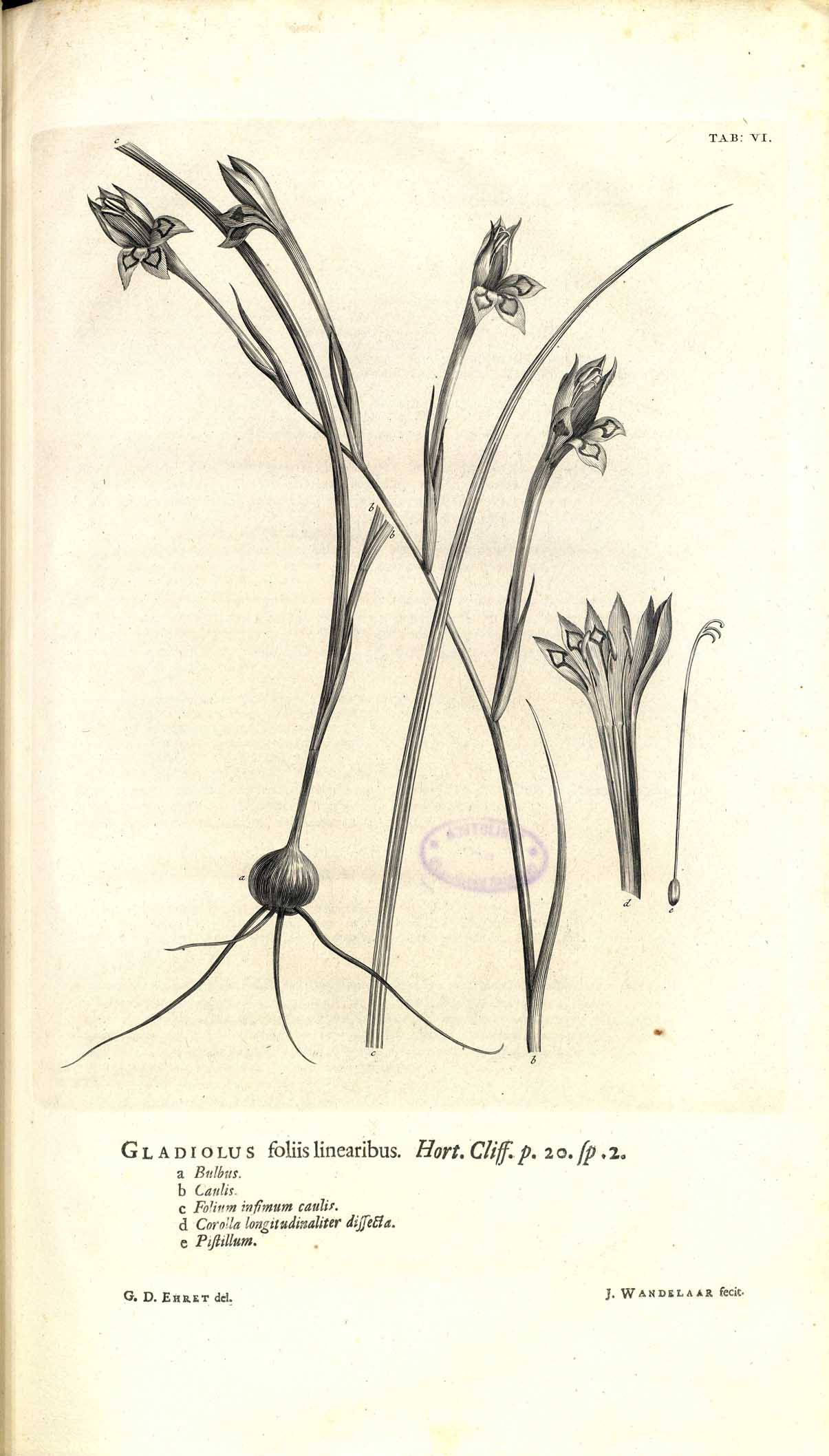